# Александровка (Лебединский район)
Алекса́ндровка (укр. Олекса́ндрівка) — село,
Курганский сельский совет,
Лебединский район,
Сумская область,
Украина.
Код КОАТУУ — 5922985204. Население по переписи 2001 года составляло 180 человек .

## Географическое положение
Село Александровка находится на правом берегу реки Лозовая,
выше по течению на расстоянии в 2,5 км расположено село Лозово-Грушевое,
ниже по течению на расстоянии в 1,5 км расположено село Тарасенки (Липоводолинский район).
Река местами пересыхает.
На расстоянии в 2 км расположено село Новосельское.